# Cămărzana, Satu Mare
Cămărzana este satul de reședință al comunei cu același nume din județul Satu Mare, Transilvania, România.

## Scurt istoric
Prima atestare documentară a satului este din 1387 când apare cu numele Kamarzanfalwa.
În legătură cu numele localității și cu apariția primelor așezări, circulă mai multe legende dintre care cea mai celebră spune că trei haiduci având numele de Pașca, Haiduc și Homa, din cauza prigoanei autorităților, se refugiază în această zonă păduroasă și se stabilesc lângă izvorul pe care l-au denumit "Fântâna Păștenilor", iar zona locuită din jurul acestei fântâni se numește "Pășteni" până în ziua de azi.

Acești haiduci, odată cu venirea lor, au adus câteva fete, care datorită frumuseții lor deosebite au fost denumite drept "zâne". Locul în care s-au stabilit având o înfățișare de cămară (loc ascuns și greu de pătruns) a fost numit "Cămara Zânelor" de unde se presupune că vine și numele comunei Cămărzana.

## Așezare
Lăsând în urmă localitatea Tarsolt, șoseaua șerpuiește printre dealuri spre cea mai nordică extremitate a Țării Oașului - satul Cămărzana, considerat în unanimitate ca una dintre cele mai pitorești așezări din această parte a țării.
Intrarea în sat se face printr-un defileu de o rară frumusețe, defileu ce are înfățișarea unei porți simbolizând parcă vestitele porți maramureșene. Dincolo de acest defileu casele răzlețe așezate într-un decor natural splendid constituie de fapt așezarea ce poartă numele "Cămărzana".
De la prima vedere aspectul general este acela al unui sat singuratic, împrăștiat, așezat parcă într-un găvan și care este străjuit de culmile înalte ale dealurilor: Piatra Cornii, Gemenele, cele trei Holmuri, Cetățuia și Coparcea.
Satul este străbătut de trei văi mai importante, și anume: Lecăncioara, Valea Mare, Ceaslasul.
Hotarele sunt în întregime convenționale iar vecinii comunei sunt: NE – Ucraina, S și SE – comuna Târșolț, SV – satul Aliceni iar V și NV – comuna Turț.

## Economie
Cămărzana s-a făcut renumită prin "pălinca" de prune de o calitate deosebită fiind foarte apreciată chiar și peste hotarele țării și care devine asfel mândria locuitorilor ei.
Preocupările majore ale locuitorilor sunt creșterea animalelor și pomicultura.

## Atracții turistice
În prezent, strategia de dezvoltare a localității are în vedere dezvoltarea unei zone agro-turistice, pentru popularizarea acestei zone pitorești.
- Rezervația naturală "Tinoavele din Munții Oaș"